# جعلی
جعلی یا فرضی (انگلیسی: Fake) یک مجموعه تلویزیونی جنایی-کمدی سیاه هندی است که توسط راج و دی‌کی ساخته، تهیه و کارگردانی شده‌است، که با سیتا منون و سومان کومار این سریال را نوشته‌اند. در این فیلم شاهد کاپور، ویجی ستوپاتی، کی کی منون، راشی خانا و بووان آرورا به ایفای نقش می‌پردازند و داستان هنرمندی سرخورده را روایت می‌کند که تصمیم می‌گیرد پول تقلبی به دست آورد.
جعلی که در ابتدا به‌عنوان یک فیلم در سال ۲۰۱۴ در نظر گرفته شد، تا سال ۲۰۱۹ به یک مجموعه تلویزیونی تبدیل شد. تصویربرداری اصلی در ژوئیه ۲۰۲۱ در بمبئی آغاز شد. فیلمبرداری همچنین در علیبگ، گوا، نپال و اردن انجام شد. ساچین-جیگر و تانیشک باغچی آهنگ‌ها را ساخته‌اند، در حالی که کتان سودا آهنگسازی را انجام داده‌است. این سریال با سریال جاسوسی راج و دی‌کی تداوم دارد.
این مجموعه هشت قسمتی در ۱۰ فوریه ۲۰۲۳ در آمازون پرایم ویدئو منتشر شد. جعلی نقدهای مثبتی دریافت کرد و به‌عنوان پربیننده‌ترین سریال هندی مطرح شد. تا پایان فوریه ۲۰۲۳، کاپور تأیید کرد که سریال فصل دوم نیز خواهد داشت.